# Belgian Open 2000
Il Belgian Open 2000 è stato un torneo di tennis giocato sulla terra rossa. È stata la 7ª edizione del torneo, che fa parte della categoria Tier IV nell'ambito del WTA Tour 2000. Si è giocato ad Anversa in Belgio, dal 15 al 21 maggio 2000.

## Campionesse

### Singolare
Amanda Coetzer ha battuto in finale  Cristina Torrens Valero con il punteggio di 4–6, 6–2, 6–3

### Doppio
Sabine Appelmans /  Kim Clijsters hanno battuto in finale  Jennifer Hopkins /  Petra Rampre con il punteggio di 6–1, 6–1